# Stephan Bissmeier
Stephan Bissmeier (* 1956 in Hannover) ist ein deutscher Schauspieler.

## Leben
Stephan Bissmeier absolvierte von 1977 bis 1980 eine Schauspielausbildung an der Folkwang-Hochschule in Essen. Danach hatte er verschiedene Theaterengagements. Bissmeier spielte unter anderem am Theater Bremen (1980–1981), am Schauspiel Köln (1981–1984) und am Staatstheater Stuttgart (1985–1987). In der Spielzeit 1986/87 hatte er ein Gastengagement an der Berliner Schaubühne, an der er unter der Regie von Andrzej Wajda den Raskolnikov in einer Bühnenfassung von Schuld und Sühne spielte. 1987/1988 folgte dort der Acaste in Molières Der Menschenfeind unter der Regie von Luc Bondy. Er war festes Ensemblemitglied am Theater Basel (1988–1993) und am Schauspielhaus Hamburg (1993–2000). 1997 spielte er dort den Matamore in Pierre Corneilles Triumph der Illusionen. 2000 verkörperte er dort den Polizisten Xaver März in Frank Castorfs Inszenierung von Vaterland. 2000 spielte er bei den Salzburger Festspielen und am Schauspielhaus Zürich den Müller in Ödön von Horváths Volksstück Zur schönen Aussicht. Ab 2001 war Bissmeier festes Ensemblemitglied an den Münchner Kammerspielen. Seit 2008 tritt er dort weiterhin als Gastschauspieler auf. Dort spielte er 2001 unter der Regie von Luk Perceval den Mann in dem Schauspiel Traum im Herbst von Jon Fosse. In der Uraufführung von Elfriede Jelineks Theaterstück In den Alpen verkörperte er 2002 unter der Regie von Christoph Marthaler den Dichter Paul Celan. 2004 spielte er dort unter der Regie von Jossi Wieler an der Seite von Nina Kunzendorf den Mesa in Paul Claudels selten gespielten Theaterstück Mittagswende. 2006 war er Leonid Gajew in Anton Tschechows Der Kirschgarten. Ebenfalls unter der Regie von Jossi Wieler übernahm er ab 2007 den Oedipus in Ödipus auf Kolonos von Sophokles. In der Spielzeit 2008/2009 spielte er in der Regie von Johan Simons in der Uraufführung von Drei Farben: Blau, Weiss, Rot nach der Filmtrilogie von Krzysztof Kieślowski.
Bissmeier spielte als Theaterschauspieler ein breites Repertoire, das zahlreiche Rollen in Stücken von William Shakespeare (Horatio, Demetrius, Edgar, Malvolio, Theseus/Oberon, Mercutio, Angelo), die deutschsprachigen Autoren der Klassik (Major von Tellheim, Wetter vom Strahl, Marquis von Posa) und Romantik umfasste, aber auch Stücke der Jahrhundertwende, der Moderne und des zeitgenössischen Theaters enthielt.
Bissmeier übernahm auch einige Rollen im Kino und im Fernsehen. Der Schwerpunkt seiner schauspielerischen Tätigkeit liegt jedoch auf der Theaterarbeit. Erste Erfahrungen vor der Kamera machte Bissmeier 1989 in dem Fernsehfilm Der Leibwächter von Adolf Winkelmann. Außerdem spielte er im Fernsehen in zahlreichen Krimiserien, unter anderem mehrfach in der Fernsehreihe Tatort, mit. Im Kino war er in den Filmen Stadtgespräch und Vier Töchter von Rainer Kaufmann zu sehen. Ebenfalls unter der Regie von Rainer Kaufmann spielte er 2005 in dem Fernsehfilm Marias letzte Reise. An der Seite von Jutta Speidel übernahm er 2010 die Rolle des Meteorologen Leif Sørensen in dem ARD-Fernsehfilm Liebe am Fjord – Der Gesang des Windes. 2014 und 2015 war er im ZDF in der Krimireihe Helen Dorn zu sehen; darin spielte er, an der Seite von Anna Loos in der Titelrolle, die Figur des LKA-Dezernatsleiters Falk Mattheissen. Im Bremer Tatort: Blut (Erstausstrahlung: Oktober 2018) verkörperte er den Vampir-Forscher Professor Syberberg.
Bissmeier arbeitet auch als Sprecher für Hörspiele. 2007 sprach er beim Bayerischen Rundfunk den Science-Fiction-Monolog Bio-Nostalgie von Sascha Dickel. Seit 2009 spricht er die Rolle des Faltermeier in den Folgen des Radio-Tatorts vom Bayerischen Rundfunk.
Bissmeier ist Mitglied der Deutschen Akademie der Darstellenden Künste.
Stephan Bissmeier hat aus einer Verbindung mit der Schauspielerin
Nina Kunzendorf zwei 2005 und 2007 geborene Kinder.

## Filmografie (Auswahl)
- 1989: Der Leibwächter
- 1995: Stadtgespräch
- 1997: Bella Block: Tod eines Mädchens (Fernsehserie)
- 2003: Verschwende deine Jugend
- 2003: Tatort: Im Visier (Fernsehreihe)
- 2003: Tatort: Dreimal schwarzer Kater
- 2005: Marias letzte Reise
- 2005: Die Bluthochzeit
- 2005: Vier Töchter
- 2006: Unter Verdacht – Atemlos (Fernsehreihe)
- 2007: Die Rosenheim-Cops – Liebe bis zum Ende (Fernsehserie)
- 2008: Tatort: Häschen in der Grube
- 2009: Tatort: Architektur eines Todes
- 2009: Unter anderen Umständen – Auf Liebe und Tod
- 2010: Countdown – Die Jagd beginnt – Lili
- 2010: Kommissarin Lucas – Aus der Bahn (Fernsehreihe)
- 2010: Liebe am Fjord – Der Gesang des Windes (Fernsehreihe)
- 2011: Blaubeerblau
- 2011: Tatort: Leben gegen Leben
- 2012: Blutadler (Fernsehfilm)
- 2012: Der Fall Jakob von Metzler (Fernsehfilm)
- 2013: Mein Mann, ein Mörder (Fernsehfilm)
- 2013: Alaska Johansson (Fernsehfilm)
- 2014: Der Alte – Er wird es wieder tun (Fernsehserie)
- 2014–2015: Helen-Dorn-Reihe (Fernsehreihe)
  - 2014: Das dritte Mädchen
  - 2014: Unter Kontrolle
  - 2015: Bis zum Anschlag
  - 2015: Der Pakt
- 2015: Tatort: Die letzte Wiesn (Fernsehreihe)
- 2018: Bella Block: Am Abgrund (Fernsehreihe)
- 2018: Tatort: Blut (Fernsehreihe)
- 2018–2021: Herr und Frau Bulle (Fernsehreihe)
  - Tod im Kiez (2018)
  - Totentanz (2019)
  - Abfall (2020)
  - Alles auf Tod (2021)
- 2019: Die Chefin – Folge Justitias Zuhälter (Fernsehreihe)
- 2020: Tatort: National feminin (Fernsehreihe)
- 2020: Sarah Kohr – Teufelsmoor (Fernsehreihe)
- 2020: Frieden (Fernsehreihe)
- 2022: Tatort: Das Herz der Schlange (Fernsehreihe)
- 2022: Marie Brand: Marie Brand und der überwundene Tod (Fernsehreihe)
- 2023: Tatort: Die Kälte der Erde (Fernsehreihe)
- 2023: Mona & Marie – Ein etwas anderer Geburtstag
- 2023: Tatort: Borowski und der Wiedergänger
- 2025: Trapps Sommer

## Hörspiele (Auswahl)
- 2007: Theresia Walser: Ein bisschen Ruhe vor dem Sturm; Regie: Erik Altorfer (DRS)
- 2008: Louis-Ferdinand Céline: Reise ans Ende der Nacht (3 Teile); Regie: Ulrich Lampen (BR)
- 2011. Dietmar Dath: Die Abschaffung der Arten; Regie: Ulrich Lampen (BR)
- 2014: Katja Brunner: Von den Beinen zu kurz; Regie: Erik Altorfer (WDR)
- 2023: Gesche Piening: Wes Alltag Antwort gäb; Regie: die Autorin (BR)